# 가는노랑박쥐
가는노랑박쥐(Rhogeessa gracilis)는 애기박쥐과에 속하는 박쥐의 일종이다. 멕시코에서만 발견된다.

## 특징
작은 박쥐로 전체 몸길이가 84~89mm이고 전완장은 32.7~33.5mm, 꼬리 길이는 36~43mm이다. 발 길이는 6~8mm, 귀 길이는 17.5~18mm이다.

## 생태
먹이는 곤충이다. 새끼를 밴 암컷이 5월에 포획된다.

## 분포 및 서식지
할리스코주와 사카테카스주부터 오아하카주 서부까지 멕시코 중부에 널리 분포한다. 해발 600m와 2,000m 사이의 열대 지역과 소나무와 참나무 혼합림에서 서식한다.